# Kubaweih
Der Kubaweih (Chondrohierax wilsonii), auch als Kuba-Schneckenweihe, Wilsons Langschnabelweihe oder Kuba-Langschnabelweih bezeichnet, ist ein extrem seltener Greifvogel aus der Familie der Habichtartigen. Ursprünglich wurde sie als Unterart des Langschnabelweihs (Chondrohierax uncinatus) angesehen, der von Mexiko bis Südamerika verbreitet ist. Der Kubaweih ist auf ein sehr kleines Areal im Osten Kubas beschränkt. Benannt wurde die Art von John Cassin zu Ehren von Alexander Wilson.

## Beschreibung
Der Kubaweih erreicht eine Länge von 38 bis 43 Zentimeter.  Bei den Männchen beträgt die Flügellänge 240 bis 244 Millimeter, bei den Weibchen 250 bis 262 Millimeter. Das Männchen ist an der Oberseite hellgrau. Der Kragen ist hellgrau gebändert. Brust und Unterbauch sind weißlich und  grau bis rötlichbraun gebändert. Das Weibchen hat eine braune Unterseite und einen bräunlichgrauen Kopf. Kragen, Brust und Unterseite weisen eine enge bräunliche Bänderung auf.  Die Jungvögel sind an der Oberseite schwarz und an der Unterseite sowie am Hinternacken weißlich. Beide Geschlechter sind durch einen massiven gelben Schnabel und gelbgrüne Augen charakterisiert. Der graue Schwanz zeigt drei schwarze Binden und eine helle Schwanzspitze.

## Lebensraum und Lebensweise
Der Kubaweih bewohnt Galeriewälder in den Bergregionen im Osten von Kuba im Alexander-von-Humboldt-Nationalpark bzw. Biosphärenreservat Cuchillas del Toa zwischen Moa und Baracoa. Sie ernährt sich von Baumschnecken der Gattung Polymita sowie von anderen Schneckenarten. Früher war sie auch in Regionen mit xerophytischer Vegetation und in Bergwäldern anzutreffen.

## Gefährdung
Gegenwärtig geht die Naturschutzorganisation BirdLife International von einer Schätzung zwischen 50 und 250 Exemplaren aus. Nach einer letzten zuverlässigen Sichtung aus dem Jahre 2001 gelang dem kubanischen Ornithologen Nils Pacheco im Jahre 2009 die Wiederentdeckung und ein fotografischer Beleg. Seit 2006 versuchen Mitarbeiter der Centro Oriental de Biodiversidad y Ecosistemas, Santiago de Cuba und der Zoologischen Gesellschaft für Arten- und Populationsschutz e. V. genaue Bestandszahlen zu ermitteln. Hauptgefährdung ist die Lebensraumzerstörung durch Rodung und Umwandlung in landwirtschaftlich genutzte Flächen. Des Weiteren gehen viele Farmer vom irrtümlichen Glauben aus, der Kubaweih würde sich am Hausgeflügel vergreifen. Ein weiterer Grund ist die Übererntung der Baumschnecken. Der Kubaweih ist in Anhang II des CITES-Abkommens gelistet.